# ببتيد بيتا النشواني
ببتيد بيتا النشواني (بالإنجليزية: Amyloid beta)‏ (اختصارًا Aβ أو Abeta) هو ببتيد يتكون من 39-43 حمضا أمينيا، والتي تشكل المقوّم الأساسي للويحات النشوانية في أدمغة المصابين بمرض آلزهايمر، وهي لويحاتٌ شبيهة تظهر في حالات معينة من الخَرَف المرتبط بأجسام ليوي والتهاب العضلات المشتملي. يشكل الأميلويد بيتا أيضا تكتلات محيطة بالأوعية الدموية، ما يسمى بالاعتلال الوعائي للأميلويد في المخ. تتكون هذه الرقع من تشابك تكتلات ليفية مرتبة بانتظام، والتي تسمى بألياف الأميلويد، وهي طيّات بروتين مشتركة لببتيدات أخرى، مثل البريونات المرتبطة بأمراض يسببها الطي الخاطئ. تظهر لنا البحوث على فئران مختبرية أن الشكل ثنائي الجزيئات والقابل للذوبان للبتيد هو عامل مسبب لتطور مرض آلزهايمر، وأن الشكل ثنائي الجزيئات هو الذيفان السينابسي الأصغر من نوع أوليجومير الأميلويد بيتا القابل للذوبان.

## وصلات خارجية
http://www.ncbi.nlm.nih.gov/entrez/dispomim.cgi?id=104300